# Erma-Gene Evans
Erma-Gene Evans (Castries, 26 gennaio 1984) è una giavellottista santaluciana.
Ha rappresentato il suo paese alle Olimpiadi di Pechino 2008, dove chiuse al quindicesimo posto la propria eliminatoria ed al trentesimo complessivo.
Si allena a El Paso, negli Stati Uniti.

## Palmarès
| Anno | Manifestazione   | Sede         | Evento                 | Risultato | Prestazione | Note |
| ---- | ---------------- | ------------ | ---------------------- | --------- | ----------- | ---- |
| 2007 | Campionati NACAC | San Salvador | Lancio del giavellotto | Bronzo    | 47,95 m     |      |
| 2008 | Campionati CAC   | Cali         | Lancio del giavellotto | 8ª        | 50,78 m     |      |
| 2008 | Giochi olimpici  | Pechino      | Lancio del giavellotto | 30ª       | 56,27 m     |      |